# Ripley (TV-serie)
Ripley är en amerikansk thrillerdramaserie vars första säsong hade premiär den 4 april 2024 på strömningstjänsten Netflix. Första säsongen består av åtta avsnitt. Serien är baserad på Patricia Highsmiths roman En man med många talanger från 1955.

## Handling
Serien kretsar kring svindlaren Tom Ripley som bodde i New York under 1960-talet. Han anlitas av en rik man för att börja ett liv bestående av bedrägerier och mord.

## Rollista (i urval)
- Andrew Scott – Tom Ripley
- Johnny Flynn – Dickie Greenleaf
- Dakota Fanning – Marge Sherwood
- Eliot Sumner